# ولادیمیر آرهیپوف
ولادیمیر آرهیپوف (استونیایی: Vladimir Arhipov؛ زادهٔ ۲۶ سپتامبر ۱۹۵۵) سیاستمدار و نماینده سابق مجلس اهل استونی است.